# The Sun (Нью-Йорк)
Сан (The Sun в переводе с англ. — «Солнце») — нью-йоркская ежедневная газета, издававшаяся с 1833 по 1950 год. Была задумана как серьёзное новостное издание большого формата, наподобие уже действующих успешных газет города The New York Times и New York Herald Tribune.
Первое время The Sun позиционировала себя как утреннюю газету, в частности слоган ассоциировал издание с Солнцем, которое «светит для всех», при этом в качестве основателя и идеолога выступил нью-йоркский журналист Бенджамин Дэй. В 1887 году появилась вечерняя версия газеты, а в 1916-м оба варианта приобрёл предприниматель Фрэнк Манси, присоединив вечернее издание к своей New York Press, а утреннее — к New York Herald, образовав The Sun and New York Herald. Однако в 1920 году Манси снова их разделил, ликвидировав вечерний Evening Sun и перенеся на вечернее время оригинальное издание The Sun. В таком формате газета существовала вплоть до 4 января 1950 года, когда её поглотило издание New York World-Telegram, сменившее название на New York World-Telegram and Sun. В свою очередь, этот вестник просуществовал до 1966 года, после чего стал частью газеты New York World Journal Tribune, основанной за год до этого.
Особую известность The Sun получила в 1835 году благодаря «Большому лунному надувательству» — серии из шести очерков об «открытии» жизни и цивилизации на Луне. Это открытие было ложно приписано Джону Гершелю, который был, возможно, одним из самых знаменитых астрономов своего времени, и вызвало большой общественный резонанс. В 1844 году было опубликовано знаменитое «Воздушное надувательство» — статья Эдгара Аллана По о перелёте через Атлантику на воздушном шаре.
В 1949 году газете была присуждена Пулитцеровская премия за лучший местный репортаж, которой удостоились новаторские статьи Малькольма Джонсона о городской преступности.